# Pränataler Stress
Pränataler Stress bezeichnet das Auftreten von Stress bei Mutter und Kind während der Schwangerschaft. Bisherige Forschungsergebnisse zeigen, dass pränataler Stress, je nach Intensität der Belastung, Einfluss auf die kindliche Entwicklung haben kann.

## Definition von Stress
Im allgemeinen Sprachgebrauch wird der Begriff „Stress“ häufig zur Beschreibung eines Gefühlszustandes verwendet, der entsteht, wenn Menschen sich einer Aufgabe nicht gewachsen fühlen. Dies kann beispielsweise eine Prüfung, eine schwere Krankheit, Streit mit dem Partner oder die Überforderung am Arbeitsplatz sein. Auch Lärmbelästigung und Zeitdruck werden häufig als Stressoren (Auslöser für Stress) genannt.
Aus medizinischer Sicht bezeichnet der Begriff Stress jedoch ganz allgemein eine Reaktion des Organismus auf interne oder externe Reize, die den Körper oder die Psyche beanspruchen. Hierbei wird unterschieden zwischen positivem, gesundem Stress (Eustress) und negativem, ungesundem Stress (Disstress). Eustress wirkt aktivierend sowie leistungssteigernd und ermöglicht es, neuen Anforderungen (beispielsweise im Beruf oder beim Sport) gerecht zu werden. Die Voraussetzung hierbei ist, dass sich der Betroffene den Aufgaben gewachsen fühlt und motiviert ist, diese anzugehen. Im Gegensatz dazu entsteht Disstress vor allem dann, wenn bedrohliche Reize sowie ein Gefühl von Angst oder Hilflosigkeit auftreten und die Aufgabe unlösbar erscheint.
Mittlerweile ist wissenschaftlich belegt, dass anhaltender negativer Stress Körper und Psyche beeinträchtigt. Unter anderem sorgt er beispielsweise für ein geschwächtes Immunsystem und belastet das Herz-Kreislauf-System. Besteht nun zeitgleich zu großen Stressbelastungen eine Schwangerschaft, kommt es in vielen Fällen auch zu Auswirkungen auf das Kind.

## Häufige Stressoren in der Schwangerschaft
Eine Schwangerschaft kann sowohl positiven als auch negativen Stress mit sich bringen. Die Freude auf das Baby sowie beispielsweise das Einrichten des Kinderzimmers aktivieren den Organismus und bringen häufig eine leichte Form von Stress mit sich, der in der Regel als eher angenehm empfunden wird. Gleichzeitig kann die Schwangerschaft jedoch auch durchaus belastend sein. Vor allem dann, wenn möglicherweise Unsicherheiten über die Gesundheit des Babys bestehen. Aber auch Überforderung im Beruf, hormonelle Stimmungsschwankungen oder familiäre Streitigkeiten sowie Krankheitsfälle können negativen Stress erzeugen.

## Auswirkungen von pränatalem Stress
Eine akute Stressreaktion der Mutter bewirkt im Körper eine Ausschüttung von Hormonen, wie beispielsweise Adrenalin und Noradrenalin. Diese sogenannten Katecholamine sorgen unter anderem für eine
- Steigerung der Herzfrequenz
- Erhöhung des Blutdrucks
- Beschleunigung der Atmung und
- Anspannung der Muskulatur.

Parallel dazu löst die Stresssituation im Organismus eine gesteigerte Freisetzung von Cortisol aus. Dieses Glukokortikoid wird in der Nebennierenrinde gebildet und sorgt dafür, dass dem Körper Energie bereitgestellt wird, um sich den Stressoren zu stellen (beispielsweise durch die Erhöhung des Blutzuckerspiegels). Gleichzeitig beeinflusst es Blutdruck sowie Immunsystem und ist an der Regulation des Zellwachstums beteiligt.
Steht eine werdende Mutter nun stark unter Stress, wird das ausgeschüttete Cortisol aus ihrem Blut zu etwa zehn Prozent über die Plazenta auf das Ungeborene übertragen. Im kindlichen Körper nimmt das Übermaß an Cortisol Einfluss auf die genetische Entwicklung und beschleunigt auf ungünstige Weise die Wachstumsprozesse im Gehirn. Es wird vermutet, dass die schnellere Reifung auf die Kosten der Zellteilungen und damit auch der Ausbildung des Gehirns geht. Aufgrund dessen bringen Forscher pränatalen Stress mit dem späteren Auftreten psychischer Erkrankungen wie ADHS, Depression und Schizophrenie, aber auch mit einer erhöhten Anfälligkeit für Stress, Allergien, Asthma und Neurodermitis in Verbindung.
Zudem gibt es deutliche Hinweise darauf, dass eine erhöhte Konzentration von Adrenalin und Noradrenalin den Progesteronspiegel senkt und so das Risiko für Fehlgeburten erhöht. Auch Frühgeburten und ein niedriges Geburtsgewicht treten bei stressbelasteten Müttern deutlich häufiger auf.
Wichtig ist jedoch, zwischen leichter, temporärer Belastung und anhaltenden, intensiven Stressperioden zu unterscheiden. Während eine chronisch Überforderung Mutter und Baby schadet, sorgt (nach bisherigem Kenntnisstand) leichter pränataler Stress dafür, dass im kindlichen Gehirn effektive Mechanismen zur Stressbewältigung ausgebildet werden und sich Motorik sowie geistige Fähigkeiten verbessern.
Es sind auch epigenetische Veränderungen durch vorgeburtlichen Stress aufgezeigt worden.

## Stressbewältigung in der Schwangerschaft
Stress gänzlich aus dem Weg zu gehen, ist eine nahezu unlösbare Aufgabe und zudem zum Schutz des Kindes auch gar nicht nötig. Ein geringes Ausmaß an Stress fördert die Entwicklung des Babys und hält die Schwangere aktiv. Wichtig ist es jedoch, den pränatalen Stress nicht chronisch werden zu lassen. Ständig anhaltende oder besonders schwere Belastungen sollten vermieden werden. Ist dies nicht möglich, gilt es zum Schutz des eigenen und des kindlichen Organismus, geeignete Maßnahmen zur Stressbewältigung einzuleiten. Hierzu gehören beispielsweise regelmäßige Ruhepausen und Entspannungsübungen, aber vor allem die Inanspruchnahme von Hilfe. Diese kann aus dem Familien- sowie Freundeskreis stammen oder auch professioneller Art sein, beispielsweise durch Psychologen, Lebensberater oder Coaches. Auch Hebammen und Frauenärzte sind geeignete Ansprechpartner.